# 浜松市浜北総合事務所
浜松市浜北総合事務所（はままつし はまきたそうごうじむしょ）は、かつて静岡県浜松市西美薗にあった、浜松市の浜北地区を管轄する行政機関。現在は老朽化により解体されている。

## 概要
浜北総合事務所の庁舎は2005年7月1日に浜松市に編入合併した旧浜北市の市役所庁舎を利用していた。2007年4月1日に浜松市が政令指定都市に移行し浜北区の区役所に移行。浜北区内に他区のような地域自治センターは設置されなかった。

### 浜北総合事務所の機関
- なゆた・浜北
- 浜北上下水道事務所
- 浜北清掃センター
- 浜北保健センター

## 交通機関
- 遠州鉄道西鹿島線（浜北駅下車）
- 遠州鉄道バス
- 浜北コミュニティバス